# دين رادين
دين رادين (بالإنجليزية: Dean Radin)‏ هو عازف بانجو أمريكي، ولد في 29 فبراير 1952.

## وصلات خارجية
- الموقع الرسمي
- دين رادين على موقع IMDb (الإنجليزية)
- دين رادين على موقع ميوزك برينز (الإنجليزية)
- دين رادين على موقع قاعدة بيانات الفيلم (الإنجليزية)